# The Real Thing (dal)
A The Real Thing című dalt Johnny Young írta és eredetileg az ausztrál Russel Morris énekelte el 1969-ben. Az ő verziójának producere Ian Molly Meldrum. A dal Ausztráliában rockklasszikusnak számít. A Morris-féle verzió a The Dish című film betétdala volt.
A dalt 2000-ben Kylie Minogue is előadta, mely szintén egy film betétdala volt (Sample People). A dalt a Midnight Oil is megjelentette.